# Michaela Kaniber
Michaela Kaniber (ur. 14 września 1977 w Bad Reichenhall) – niemiecka polityk, działaczka Unii Chrześcijańsko-Społecznej (CSU), deputowana do Landtagu Bawarii, minister w rządach Bawarii.

## Życiorys
W latach 1993–1996 odbyła szkolenie zawodowe jako specjalistka ds. podatków, po czym do 2004 roku pracowała w tym zawodzie. W latach 2008–2013 była osobistą referentką posła do bawarskiego Landtagu.
Do CSU wstąpiła w 2005 roku. Od tego czasu pełniła wiele funkcji w strukturach lokalnych i regionalnych partii. Była m.in. członkinią zarządu oddziału CSU w Bayerisch Gmain (2005–2007), jego wiceprzewodniczącą (2007–2011) oraz przewodniczącą (2011–2013). Od 2008 roku zasiada w radzie gminy Bayerisch Gmain, a od 2011 roku kieruje powiatowymi strukturami CSU w Berchtesgadener Land. W latach 2011–2019 była także członkinią zarządu okręgu CSU Górna Bawaria. Od 2014 roku zasiada w radzie powiatu Berchtesgadener Land.
W 2013 roku uzyskała mandat posłanki do bawarskiego Landtagu. 21 marca 2018 roku została mianowana ministrem ds. wyżywienia, rolnictwa i leśnictwa w rządzie Wolnego Państwa Bawarii. 8 listopada 2023 roku objęła nowe stanowisko w poszerzonym zakresie – jako minister ds. wyżywienia, rolnictwa, leśnictwa i turystyki. Od 17 kwietnia 2018 roku pełni funkcję zastępczyni członka Bundesratu.

## Życie prywatne
Mężatka, ma troje dzieci. Wyznaje katolicyzm.